# Laurent Grimmonprez
 Laurent Georges „Flokke“ Grimmonprez (* 14. Dezember 1902 in Gentbrugge; † 22. Mai 1984 in Gent) war ein belgischer Fußballspieler auf der Position eines Stürmers.

## Laufbahn

### Verein
Grimmonprez spielte ausschließlich bei seinem Heimatverein Racing Club Gent, für den er insgesamt 447 Spiele (davon 270 in der Ersten Division) absolvierte, in denen er 280 Tore (141) schoss.
1926 war er mit 28 Toren aus 25 Spielen Torschützenkönig der Ersten Division; 1931 führte er die Torschützenliste auch in der zweiten Division an.

### Nationalmannschaft
Zwischen 1924 und 1934 bestritt er zehn Spiele für die belgische Nationalmannschaft, in denen er ein Tor erzielte. Er stand im belgischen Aufgebot für die Olympischen Spiele 1924 und nahm an der Fußball-Weltmeisterschaft 1934 teil, bei der er im Spiel gegen Deutschland (2:5) zum Einsatz kam.